# Топографическая съёмка
Топографи́ческая съёмка (также геодезическая или земельная) — комплекс работ, выполняемых с целью получения съёмочного оригинала топографических карт или планов местности, а также получение топографической информации в другой форме (ГОСТ 22268-76).
Выполняется посредством измерений расстояний, высот, углов и т. п. с помощью различных инструментов (наземная съёмка), а также получение изображений земной поверхности с летательных аппаратов (аэрофотосъёмка, космическая съёмка).

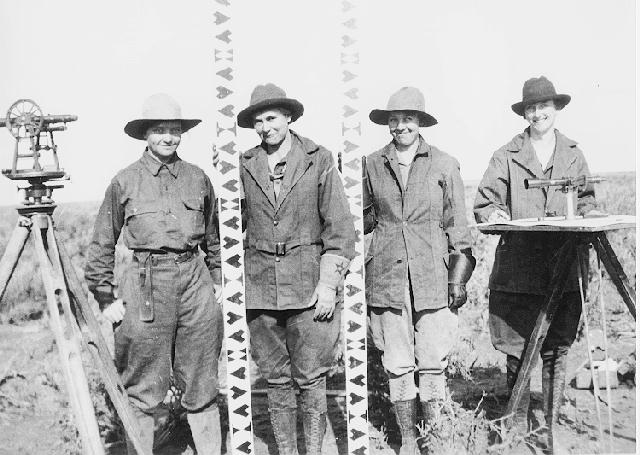
Женщины-геодезисты осуществляют топографическую съёмку в Айдахо в 1918 г.

Наземные съёмки бывают плановые, высотные и комбинированные. Задача плановой, или горизонтальной заключается в определении на уровенной поверхности Земли взаимного расположения (координат) точек, являющихся горизонтальными проекциями точек местности. Цель вертикальной съёмки (нивелирования) заключается в определении высот точек.
В зависимости от типа применяемого оборудования (технологического процесса) топографическая съёмка подразделяется на:
- стереотопографическая съёмка — технологический процесс фототопографической съёмки, в котором первичную метрическую информацию о местности получают по стереопарам;
- мензульная съёмка — технологический процесс наземной топографической съёмки, в котором первичную метрическую информацию о местности получают при помощи мензулы и кипрегеля;
- тахеометрическая съёмка — технологический процесс наземной топографической съёмки, в котором первичную метрическую информацию о местности получают при помощи тахеометра;
- теодолитная съёмка — технологический процесс наземной топографической съёмки, в котором первичную метрическую информацию о местности получают при помощи теодолита и мер длины или дальномеров;
- буссольная съёмка — технологический процесс наземной топографической съёмки, в котором первичную метрическую информацию о местности получают при помощи буссоли и мер длины или дальномеров[1];
- гидролокационная съёмка — технологический процесс съёмки дна шельфа и водоёмов, в котором первичную информацию о донной поверхности получают при помощи гидролокатора, установленного на плавающем средстве;
- аэрофототопографическая (а. aerophototopography, aerial phototopography; н. Aerophototopographie, fototopographische Luftaufnahme; ф. aerophototopographie, aerocartographie; и. fotogrametria aerea) - метод создания или обновления топографических карт, планов местности и получения числовых характеристик местности на основе использования аэрофотоснимков. Применяется при составлении карт и планов крупного масштаба (1:2000 — 1:10000). Включает аэрофотосъёмку, полевые топо-геодезические работы и камеральные фотограмметрические работы. Различают контурную, комбинированную и стереофотограмметрическую аэрофототопографическую съёмку. При контурной аэрофототопографической съёмке аэрофотоснимки используются только для построения плановой части карты, высотная часть карты на ней не отображается. При комбинированной аэрофототопографической съёмке контурная часть карты создаётся по аэрофотоснимкам, а рельеф наносится в результате наземной топографической съёмки. Полевые топогеодезические работы состоят в определении координат отдельных точек местности на аэроснимках (опознаках) и дешифрировании аэроснимков. Служит для съёмки отдельных участков местности, объектов и др.[2][3][4][5]
- аэрофотосъёмка — технологический процесс картографической съёмки, мелких масштабов от 1:25 000, содержание которого заключается в получении фотографического изображения местности с летательного аппарата;
- цифровая съёмка — технологический процесс фототопографической съёмки, в котором оптическое изображение преобразуется в цифровую форму и регистрируется на машинном носителе.

Теодолитная и мензульная съёмки в настоящее время практически не применяются.
Топографическая съёмка крупных масштабов является наиболее востребованным видом геодезических работ. Потребности в ней могут возникнуть при изысканиях, обновлении топокарт, составлении генпланов, составления рабочих чертежей, для решения вертикальной планировки и при проектировании ландшафтного дизайна. На основе топографической съёмки возможно построить цифровую модель местности.
Топографические работы сильно облегчились после появления специальных геодезических GPS- и ГЛОНАСС-приёмников, совмещённых с компьютером и синхронизированных между собой по радиоканалу (RTK).